# Gyula Wilhelm
Gyula Wilhelm (Budapest, 25 giugno 1901 – 10 dicembre 1979) è stato un calciatore ungherese, di ruolo centrocampista. 
In Ungheria era conosciuto anche come Wilhelm II per distinguerlo da János Wilhelm, suo compagno di squadra al Ferencváros.

## Caratteristiche tecniche
In Ungheria giocò come mediano o centromediano. Una volta giunto in Italia fu impiegato in posizioni più offensive, e giocò da interno destro o sinistro.

## Carriera

### Club
Giocò in patria nel Ferencváros, con cui vinse una coppa nazionale; in campionato ottenne un secondo posto nel 1921-1922 e due terzi posti (1919-1920 e 1922-1923).
Trasferitosi in Italia, alla Cremonese, venne impiegato da titolare durante la Prima Divisione 1925-1926: segnò al debutto contro il Milan (4 ottobre 1925). Al suo primo campionato mise a referto 20 presenze, con 7 gol; nella Divisione Nazionale 1926-1927 giocò invece 15 partite e segnò 2 reti. Disputò 12 partite di Coppa CONI dal marzo a giugno del 1927. Nell'agosto dello stesso anno la Cremonese lo mise in lista di trasferimento.

## Palmarès

### Club

#### Competizioni nazionali
- Coppa d'Ungheria: 1

Ferencváros: 1921-1922